# Марко-Роберт Стех
Марко Роберт Стех (англ. Marko Robert Stech; нар. 1961, Люблін) — український канадський літературознавець та письменник, менеджер проєкту «Інтернетової Енциклопедії України» (ІЕУ) при Канадському інституті українських студій (КІУС) і директор Видавництва КІУС. Автор філософського роману-лабіринту «Голос» та незавершеного експериментального роману «Невмирущі». Відомий своїми дослідженнями української літератури, зокрема творів Ігоря Костецького та Емми Андієвської, і драматургії Миколи Куліша.

## Біографія
Народився 1961 в Любліні, Польща. З 1982 живе в Канаді. Доктор славістики (завершив докторат у Торонтському університеті дисертацією про драматургію Миколи Куліша) і магістр інженерії. В 1980-х рр. засновник і мистецький керівник Аванґардного українського театру (АУТ); співзасновник, разом з Адріяном Іваховим, новаторського журналу «Термінус», який виходив у 1986–1989 роках і вплинув на тогочасний український андерґраунд. Продюсер фільму «Кисневий голод» (реж. Андрій Дончик) (1992), асистент-продюсер «Лебединого Озера. Зони» (реж. Юрій Іллєнко) (1990). Виконавчий директор Видавництва Канадського інституту українських студій (CIUS Press and CIUS Special Publications), менеджер проєкту англомовної «Енциклопедії України в Інтернеті» та англомовного видання «Історії України-Руси» Михайла Грушевського. Викладає курс української культурної історії в Йоркському університеті в Торонто.

## Творчість
Автор п'єси «Дуель» (1985); роману «Голос» (2005; друге видання: 2018); експериментального прозового тексту «Невмирущі»; збірки есеїв та інтерв'ю «Есеїстика у пошуках джерел» (2016); післямов до серії видань романів Юрія Косача; драматичних монтажів; продюсер фільмів «Кисневий голод» (1992), «Лебедине озеро. Зона» (1990). Фільми відзначені преміями на кінофестивалях у Венеції (1992) і Каннах (1990). Упорядник і автор чотирьох обширних коментарів для книжки вибраних творів Ігоря Костецького «Тобі належить цілий світ» (Київ: Критика, 2005). Засновник видавничої серії «Україна і світ: перехрестя культур» та упорядник і автор додаткових коментарів для двотомного видання «Вибраний Езра Павнд» (у перекладах Ігоря Костецького (Київ: Пенмен, 2022; первісний варіант 2017), двотомника «Вибраний Стефан Ґеорґе» (2022) та «Шекспір українською по той бік Залізної Завіси» (т. 1, 2023). Автор численних літературознавчих праць (зокрема про Миколу Куліша, Ігоря Костецького, Емму Андієвську, Юрія Косача, сучасну українську прозу).

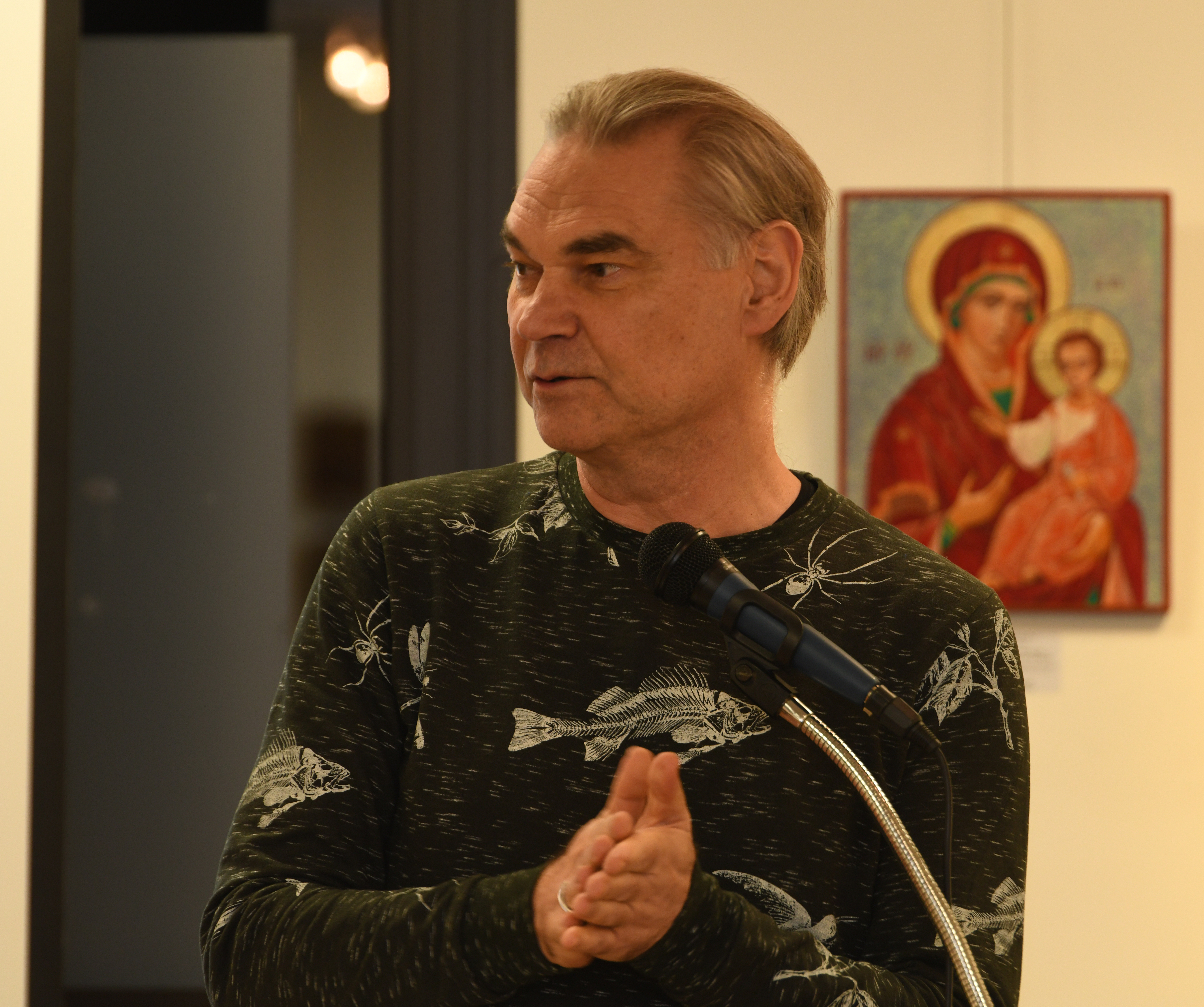
Марко-Роберт Стех у галереї КУМФ, грудень 2019

: Окремі видання:
- Стех М. Р. Р. Голос. — Львів: Terra Incognita, 2018. — 384 с.
- Стех М. Р. Р. Есеїстика у пошуках джерел. — Київ: Пенмен, 2016. — 744 с.
- Стех М. Р. Р. Голос. — Львів: Піраміда, 2005. — 400 с.
- Стех М. Р. Р. Далекосхідні стежки до меж невимовного // Кур'єр Кривбасу. — 2005. — № 183. — С.137-160.
- Стех М. Р. Р. Містерія стилю //Критика. — 2001. — Ч. 1-2 (39-40). — С. 20-22.
- Стех М. Р. Р. Оглянувшись на півстоліття: Ігор Костецький про літературу і театр // Кур'єр Кривбасу. — 2007. — № 206–207. — С.201-207.
- Стех М. Р. Р. Пошуки істини крізь інтелектуальну візію всесвіту: Дещо про поезії Емми Андієвської //Сучасність. — 1989. — Ч. 2. — С. 27-41.

У 2011 році Марко Стех став автором та ведучим циклу культурних передач «Очима культури», присвячених представленню маловідомих українських культурних діячів та інтелектуалів.
Марко Роберт Стех є упорядником (разом із Люцією Ржегоржіковою) антології сучасного українського оповідання «Україно, давай, Україно!», яка у 2012 році вийшла друком у празькому видавництві «Вітряні млини» («Vetrné mlýny»).

## Нагороди
- Лауреат Міжнародної літературної премії ім. Івана Кошелівця (за 2008 рік).
- У 2009 році отримав Міжнародну літературну премію імені Миколи Гоголя за роман «Голос».
- 2014 року Марко Роберт Стех став восьмим лауреатом премії «Глодоський скарб».
- Лауреат премії імені Пантелеймона Куліша (2017)[8].

## Громадська діяльність
Член журі Drahomán Prize (із 2020) та Peterson Literary Fund (із 2021).
Член Українського ПЕН.